# You Should Be Dancing
«You Should Be Dancing» (Deberías estar bailando) es un sencillo de The Bee Gees, del álbum Children of the World de 1976. El sencillo rozó el quinto puesto en el UK singles chart y fue número uno en el Billboard Hot 100 estadounidense. Esta canción fue la que lanzó a los Bee Gees en una primera instancia al estrellato disco.
"You Should Be Dancing" es conocida hoy en día como el primer tema más alto de las listas donde Barry Gibb usa su ahora registrado falsete, que había previamente usado en el top 10 "Nights on Broadway", y en "Fanny (Be Tender With My Love)". La canción fue promimentemente usada en la película Saturday Night Fever (1977).

## Personal
- Barry Gibb - voz principal y coros, guitarra rítmica
- Robin Gibb - coros
- Maurice Gibb - coros
- Alan Kendall - guitarra principal
- Dennis Bryon - batería
- Blue Weaver - sintetizadores y piano eléctrico
- Joe Lala - percusiones
- Stephen Stills - percusiones
- Peter Graves - cuernos
- Whit Sidener - cuernos
- Kenny Faulk - cuernos
- Neil Bonsanti - cuernos
- Bill Purse - cuernos

## Versiones
Blake Lewis, del show estadounidense American Idol, interpretó la canción en el show del 8 de mayo de 2007. Su versión estudio fue posteriormente lanzada en el sitio Oficial de American Idol y en el American Idol Season 6: The Collector's Edition, la compilación de las versiones de estudio de las canciones interpretadas por los finalistas del show.
En 2012, la canción apareció en el episodio de   Glee , "Saturday Night Glee-ver". La canción fue cantada por Blaine Anderson (interpretado por Darren Criss), Mike Chang (interpretado por Harry Shum, Jr.) y Brittany Pierce (interpretada por Heather Morris).
En 2021 Foo Fighters  saca una versión de estudio en un tributo a Bee Gees, bajo el nombre de "Dee Gees". También la tocan en vivo el mismo año en el Madison Square Garden 
- Datos: Q2563606